# 折藓
折藓（学名：Okamuraea hakoniensis）为薄罗藓科折藓属下的一个种。